# Sid Jansson
Sid Jan Jansson, född 12 februari 1939 i Stockholm, död 26 september 2019 i Rättvik i Dalarna,, var en svensk trubadur, underhållare och visforskare.
På 1960-talet var Sid Jansson en av de drivande krafterna bakom Vispråmen Storken i Stockholm. Han framträdde som trubadur, gärna med lite udda och burleska visor på repertoaren. Under en period fungerade han som manager åt Cornelis Vreeswijk. Under 1970-talet ingick han i gruppen Visor & Bockfot tillsammans med Stefan Demert, Jeja Sundström och Björn Ståbi. Han har även samarbetat flitigt med Ewert Ljusberg.
Han undervisade i konsten att sjunga visor och hade forskat inom området. Han hade bland annat gett ut visantologierna 60 visor från 60-talet, Nordisk visebok och 100 nordiska viser med oversettelser kommentert av Sid Jansson. Han gjorde urvalet till cd-boxen 100 svenska visor som utkom 1996.